# Condado de St. Lucie
O condado de St. Lucie (em inglês:  St. Lucie County) é um dos 67 condados do estado americano da Flórida. A sede do condado é Fort Pierce e a localidade mais populosa é Port St. Lucie. Foi fundado em 14 de março de 1844.

## Geografia
De acordo com o United States Census Bureau, o condado possui uma área de 1 782 km², dos quais 1 481 km² estão cobertos por terra e 301 km² por água.

## Demografia
Segundo o censo nacional de 2010, o condado possui uma população de 277 789 habitantes e uma densidade populacional de 187 hab/km². Possui 137 029 residências, que resulta em uma densidade de 92 residências/km².
Das três localidades incorporadas no condado, Port St. Lucie é a mais populosa, com 164 603 habitantes, enquanto Fort Pierce é a mais densamente povoada, com 781 hab/km². Saint Lucie Village é a menos populosa, com 590 habitantes. De 2000 para 2010, a população de Port St. Lucie cresceu 85% e a de Saint Lucie Village reduziu em 2%. Apenas uma localidade possui população superior a 100 mil habitantes.